# Horní Stropnice
Horní Stropnice – wieś i gmina w Czechach, w powiecie Czeskie Budziejowice, w kraju południowoczeskim. Według danych z dnia 1 stycznia 2014 liczyła 1 519 mieszkańców.